# جمعیت‌شناسی ایالات متحده آمریکا

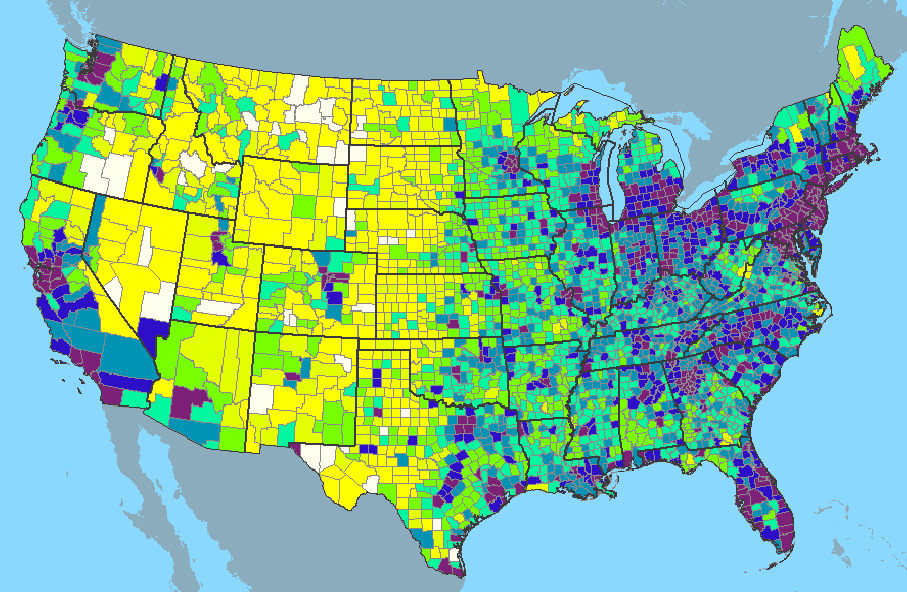
نقشه پراکندگی جمعیت ایالات متحده آمریکا در سال ۲۰۰۰

نقشه تبارشناسی جمعیت ایالات متحده آمریکا در سال ۲۰۰۰ میلادی

جمعیت ایالات متحده آمریکا بر پایه برآورد ۱ ژوئیه ۲۰۲۴ اداره آمار ایالات متحده آمریکا ، ۳۴۰٬۱۱۰٬۹۸۸ نفر بوده است که حاکی‌ از افزایش ۲.۶ درصدی‌ جمعیت نسبت به سرشماری ۲۰۲۰ ایالات متحده آمریکا که ۳۳۱٬۴۴۹٬۲۸۱ بوده می باشد.
نرخ کلی باروری در ایالات متحده آمریکا بر پایه برآورد سال ۲۰۱۱ میلادی در حدود ۱٫۸۹ فرزند برای هر زن است.
بر اساس آمار منتشرهٔ سال ۲۰۲۰ میلادی، ترکیب نژادی مردم ایالات متحده آمریکا بنا بر رنگ پوست و‌ قومیت با تمایز هیسپانیک ها بدین شرح است:
- سفید پوستان غیر هیسپانیک: ۵۷٫۸٪
- هیسپانیک و‌ لاتین: ۱۸٫۷٪
- سیاهان (آمریکایی‌های آفریقایی‌تبار): ۱۲٫۱٪
- آسیایی: ۵٫۹٪
- چند نژادی: ۴٫۱٪
- سرخ‌پوستان آمریکایی و بومیان آلاسکا: ۰٫۷٪
- نژاد های دیگر: ۰٫۵٪
- بومیان هاوایی و جزایر پاسفیک: ۰٫۲٪

در آمار زیر، نژاد اسپانیایی‌تبار (موسوم به هیسپانی، یا لاتین‌تبار) به صورت متمایز محاسبه نشده‌است:
- سفیدپوست: ۶۱٫۶٪
- سیاه‌پوست: ۱۲٫۹٪
- چند نژادی: ۱۰٫۲٪
- آسیایی ها: ۶٪
- نژاد های دیگر: ۸٫۴٪
- سرخ‌پوستان آمریکایی و بومیان آلاسکا: ۱٫۱٪
- بومیان هاوایی و‌جزایر پاسیفیک: ۰٫۲٪

آمار کلی بر اساس نژاد هیسپانیک: 
- آمریکایی‌های هیسپانیک و لاتین: ۱۸٫۷٪
- آمریکایی های غیر هیسپانیک: ۸۱٫۳٪

همچنین ایرانیان مقیم آمریکا نیز جمعیتی کوچک اما قابل توجه را تشکیل داده‌اند و‌ در محاسبات اداره آمار ایالات متحده در تعریف سفیدپوست غیر هیسپانیک قرار می‌گیرند.

## پرجمعیت‌ترین ایالت‌ها
پرجمعیت‌ترین ایالت آمریکا با نام کالیفرنیا، بیش از ۳۸ میلیون نفر جمعیت دارد، و بزرگ‌ترین جمعیت آسیایی‌تبار و همچنین بومیان سرخپوست را در خود جای داده‌است. پس از کالیفرنیا، تگزاس، فلوریدا و نیویورک پرجمعیت‌ترین ایالت‌های آمریکا هستند. بزرگ‌ترین جمعیت سیاه‌پوست آمریکا در نیویورک ساکن هستند.

## تغییرات جمعیتی در سال ۲۰۱۵
اداره سرشماری آمریکا می‌گوید گفته‌است افراد زیر سی و سه سال بزرگ‌ترین گروه سنی جمعیت آمریکا را تشکیل می‌دهند. این گروه جمعیتی که اداره سرشماری آمریکا به آن‌ها لقب «هزاره‌ای‌ها» (Millennials) داده کسانی که هستند که بین سال‌های ۱۹۸۲ تا ۲۰۰۰ متولد شده‌اند و اکنون جمعیت آن‌ها به ۸۳٫۱ میلیون نفر رسیده‌است. این گروه سنی برای نخستین بار از نظر تعداد از گروه موسوم به نسل انفجار جمعیت (Baby Boomers) (این نسل که بعد از جنگ جهانی دوم به دنیا آمده‌اند و اکنون بالای ۶۵ سال دارند، ۷۵٫۴ میلیون نفر از جمعیت آمریکا را تشکیل می‌دهند) پیشی گرفته‌اند.
آمارهای اداره سرشماری آمریکا نشان می‌دهد نسل جوان آمریکا از نسل پیشین خود از نظر نژادی و ویژگی‌های جمعیتی تنوع بیشتری دارد و نزدیک به نیمی از آن‌ها (۴۴٫۲ درصد) از اقلیت‌های نژادی و قومی هستند. این تنوع در جمعیت زیر پنج سال آمریکا حتی بیشتر است، برای نخستین بار بیش از نیمی از کودکان (۵۵٫۲ درصد) زیر پنج سال آمریکا اقلیت هستند و اداره سرشماری آمریکا به آن‌ها لقب «اقلیت اکثریت» (majority-minority) داده‌است، اصطلاحی که برای توصیف نژاد سفید غیر دورگه و غیر اسپانیایی‌زبان (Hispanics) بکار می‌رود.